# Абдурахманов Канті
Канті Абдурахманов (1916–2000) — старшина Радянської Армії, учасник Німецько-радянської війни, Герой Російської Федерації (1996).

## Біографія
Народився 1916 року в селі Шалі (за іншими даними, в Аргуні, нині — Чечня). Рано залишився без батьків, був наймитом, потім працював у колгоспі. У вересні 1941 року Абдурахманов добровільно пішов на службу в Робітничо-селянську Червону Армію. Закінчив школу молодших артилерійських командирів у Ташкенті у червні 1942 року. Служив у Середньоазіатському військовому окрузі, командував гарматою, потім помічником командира взводу. Із жовтня 1943 — на фронтах Німецько-радянської війни . Брав участь у визволенні районів Невеля, Городка та Вітебська, Білоруської та Прибалтійської операцій, розгромі Курляндського угруповання німецьких військ. У боях кілька разів було поранено.
Під час одного з наступальних боїв у грудні 1943 року на захід від Вітебська, коли радянські піхотинці залягли під масованим німецьким вогнем, Абдурахманов з розрахунком викотив свою гармату на пряме наведення і кількома точними пострілами знищив дот. Його дії дозволили захопити ворожий рубіж. У червні 1944 року у аналогічній ситуації під час форсування Західної Двіни Абдурахманов повторив цей подвиг. Тоді ж він одним із перших артилеристів переправився на західний берег, знищив кілька ворожих вогневих точок, які заважали переправі радянських військ. Також за час війни знищив кілька німецьких танків.
У 1946 році у званні старшини демобілізований і як чеченець відправлений на заслання до Середньої Азії. Проживав у Киргизькій РСР, у 1967 році повернувся до Чечні. Працював шофером, потім комбайнером, робітником заводу «Піщемаш», майстром бурової геологорозвідувальної партії. Вийшовши на пенсію, мешкав в Аргуні.
Помер 28 березня 2000.

## Нагороди
Указом Президента Російської Федерації від 16 травня 1996 року за «мужність і героїзм, виявлені в боротьбі з німецько-фашистськими загарбниками у Великій Вітчизняній війні 1941—1945 років» старшина у відставці Канті Абдурахманов був удостоєний високого звання Героя Російської Федерації (Золота Зірка Героя № 290). Також був нагороджений орденами Слави ІІ та ІІІ ступенів, Вітчизняної війни І ступеня та рядом медалей.